# Владимир Шомов
Владимир Христов Шомов (Шомето) е български режисьор, художник и аниматор.

## Биография
През 1972 г. завършва 31 гимназия в София; между 1976 и 1986 г. работи като аниматор в Студия за анимационни филми, София. През 1986 г. завършва анимационна режисура при проф. Тодор Динов във ВИТИЗ. Работи като режисьор и художник-постановчик в Студията до 1990 г. Между 1990 и 1992 г. е асистент-аниматор в лондонското „Ричард Уилямс Студио“.
От 1993 г. е режисьор и аниматор на свободна практика. Занимава се и с илюстриране на книги и учебни пособия. Прави карикатури за български вестници и списания, участва в изложби в България, Италия, Белгия, Испания и др.
Шомов е режисьор на седем филма и сценарист на два.